# Tsuboi Shōgorō

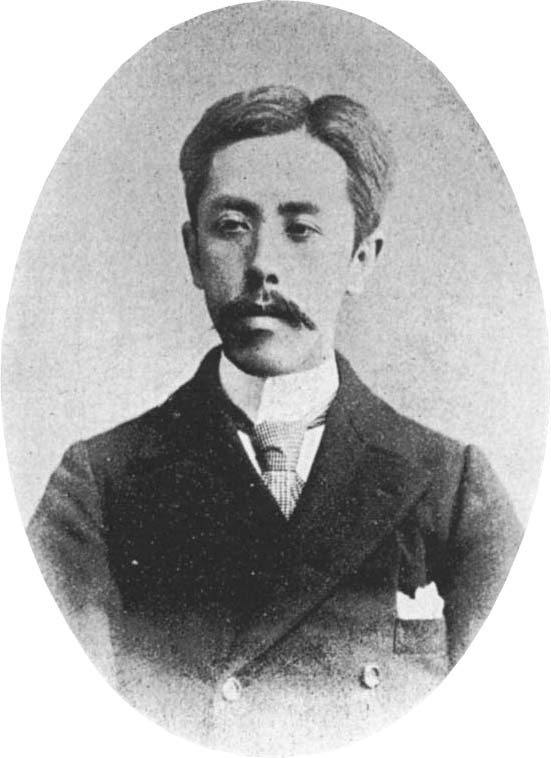
Tsuboi Shōgorō

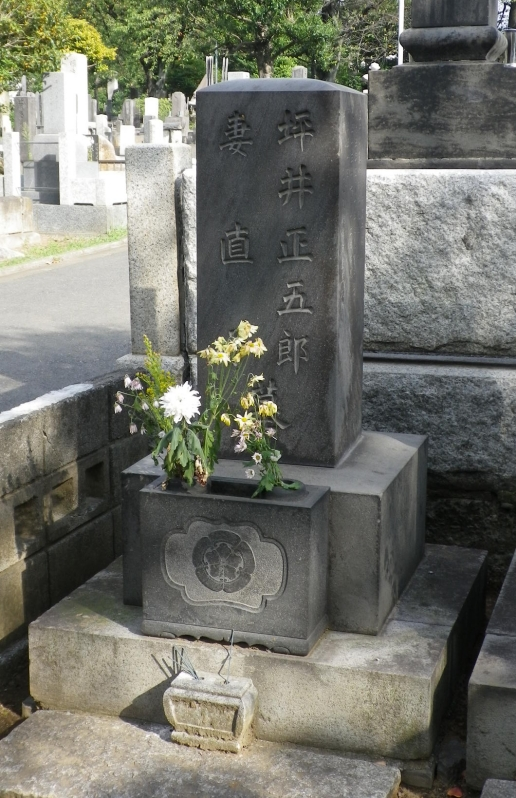
Tsubois Grab auf dem Friedhof Somei

Tsuboi Shōgorō  (japanisch 坪井 正五郎; geboren 22. Februar 1863 in Edo (Provinz Musashi); gestorben 26. Mai 1913 in Sankt Petersburg) war Archäologe und Begründer der japanischen Ethnologie.

## Leben und Wirken
Tsuboi Shōgorō wurde im Stadtteil Ryōgoku von Edo, dem heutigen Tokio, geboren. Sein Vater Shinryō (信良; 1825–1904) war Adoptivsohn des Arztes und Rangaku-Gelehrten Tsuboi Shindō (坪井信道), seine Mutter war Shindōs Tochter Makiko (万喜子). 1884, während er das Institut für Biologie, Fakultät für Naturwissenschaften, der Universität Tokio besuchte, gründete er mit seinen Studienfreunden die „Jinruigaku no Tomo“ (じんるいがくのとも) – „Freunde der Anthropologie“. 1886 veröffentlichte er die „Anthropologischen Berichte“ (人類学報告, Jinrui hōkoku) und änderte sich gleichzeitig der Name der Gesellschaft zu „Anthropologische Gesellschaft Tōkyō“ (東京人類学会, Tōkyō jinrui gakkai).
Nach Auslandsaufenthalten in England und Frankreich im Jahr 1889 wurde er nach seiner Rückkehr 1892 Professor an die „University of Science“ (理科大学, Rika daigaku), der heutigen „Faculty of Science“ der Universität Tokio und leitete dort ab 1893 die neu eingerichteten Anthropologie-Kurse. Er führte eine breite Palette von Forschungen in Anthropologie, Archäologie und Ethnologie durch und veröffentlichte mehr als 1.100 Artikel. Dazu gehören die Entdeckung einer neuen Keramikart aus vorchristlicher Zeit, die im „Mukougaoka-Muschelhüge“ (向ヶ丘古墳) gefunden wurde und die nach ihrem ersten Fundort Yayoi, einem Stadtteil im Bezirk Hongō von Tokio, der „Yayoi-Zeit“  ihren Namen erhielt. Mit der Beschäftigung mit dem Ashikaga-Grabhügel ((足利)古墳, Ashikaga Kofun) in der Präfektur Tochigi eröffnete er die Grabhügelforschung. Berühmt ist seine Feststellung, dass es sich bei den Ureinwohnern Japans nicht um die „Koropokuru“ handelt, die in den Ainu-Legenden überliefert sind.
Tsuboi ist auch bekannt für seine Bemühungen, die Wissenschaft durch zahlreiche Vorträge in leicht verständlicher Sprache zu lehren. 1918 starb er während der Teilnahme an einer internationalen Konferenz in Sankt Petersburg.